# 張豊
張 豊（ちょう ほう、? - 28年）は、中国の新代から後漢時代初期の武将。新末後漢初の群雄の一人。

## 略歴
| 姓名           | 張豊                                 |
| 時代           | 新代 - 後漢時代                      |
| 生没年         | 生年不詳 - 28年（建武4年）           |
| 字・別号       | 〔不詳〕                             |
| 本貫・出身地等 | 〔不詳〕                             |
| 職官           | 涿郡太守〔後漢〕 →無上大将軍〔自称〕 |
| 爵位・号等     | -                                    |
| 陣営・所属等   | 光武帝→〔独立勢力〕                  |
| 家族・一族     | 〔不詳〕                             |

出身階層等不明な点が多いが、当初は光武帝配下で涿郡太守の地位に在った。
しかし建武3年（27年）冬、張豊は、すでに漢に叛逆し燕王を自称していた漁陽郡の彭寵に追随する形で、無上大将軍を自称して漢に叛逆した。
張豊は方術を好んだところ、ある道士が、五綵嚢に石を包んで張豊の肘に掛け、その石の中に玉璽があると張豊に説いた。張豊はこれを信じて叛逆したという。
建武4年（28年）5月、征虜将軍祭遵が、建義大将軍朱祜・建威大将軍耿弇・驍騎将軍劉喜と共に張豊を討伐した。その後まもなく、張豊の功曹である孟厷が、張豊を捕えて降伏してきた。処刑直前となった張豊はそれでも「肘の石には玉璽がある」と言い張るので、祭遵はこれを打ち破らせ、張豊はようやく道士に騙されたことを覚った。張豊は天を仰ぎ、「死に値することであり、恨むところなどない」と嘆じて刑を受けた。